# Ameerega altamazonica
Ameerega altamazonica (лат.) — вид бесхвостых земноводных из рода Ameerega семейства древолазов, описанный в 2008 году Туми и Брауном. Эндемик центрального Перу.

## Описание
Мелкие представители рода Ameerega с длиной тела около 17—25 мм. Самцы немного мельче самок. Кожа на спине зернистая, имеет чёрную или коричневую окраску. По бокам спины от скуловой области до паха обычно проходят белые полосы. Над пахом, в подмышках и на голенях имеются жёлтые или оранжевые пятна. По губам проходят белые полосы, начинающиеся позади ноздрей и продолжающиеся до передних конечностей. Брюхо гладкое, синее с чёрным мраморным рисунком. Радужка тёмно-коричневая с золотым кольцом вокруг зрачка. Зубы отсутствуют, что отличает этот вид от Ameerega yungicola. В долине реки Уальяга окраска спины изменяется с севера на юг с чёрной с хорошо выраженными полосами до медно-коричневой со слабыми полосами или вовсе без них.
Головастики тёмно-коричневые с двумя заметными белыми пятнами по бокам от рта, которые видны со спины.

## Распространение
Этот вид является эндемиком Перу, где обитает в центральной части страны на восточном склоне Анд на высоте 180—865 м над уровнем моря. Широко распространён в регионе Сан-Мартин, также известен из некоторых частей Лорето и Укаяли. Может встречаться южнее, в регионах Паско и Хунин.
Населяет предгорные и низменные местообитания. Наиболее распространён в нарушенных местообитаниях и вторичных лесах, реже встречается в первичных лесах.

## Образ жизни
Активны в сумеречное время. Самцы вокализируют из лесной подстилки, но также могут забирать на высоту до полуметра над землёй. Кладки яиц в природе не находили, но в лабораторных условиях самки откладывали яйца в листовой опад или на листья растений у земли. В кладке 14—22 яиц. После вылупления самцы переносят головастиков в водоёмы, такие как придорожные канавы или лужи.

## Численность и охранный статус
Считается обычным видом с предположительно высокой численностью, не подверженной сокращению. Встречается на международном рынке экзотических питомцев, но реже, чем другие представители рода, в связи с чем это не рассматривают как серьёзную угрозу состоянию популяций. Международный союз охраны природы отнёс вид к «вызывающим наименьшие опасения».